# Alta (Iowa)
Alta è una città degli Stati Uniti, situata nella Contea di Buena Vista, nello Stato dell'Iowa.

## Geografia fisica
Alta è situata a 42°40′19″N 95°18′17″W (42.672030 -95.304757). La città ha una superficie di 2,7 km², interamente coperti da terra. Le città limitrofe sono: Aurelia, Lakeside, Schaller, Storm Lake e Truesdale. Alta è situata a 454 m s.l.m.

## Società

### Evoluzione demografica
Al censimento del 2000, Alta contava 1.865 abitanti e 726 famiglie. La densità di popolazione era di 690,74 abitanti per chilometro quadrato. Le unità abitative erano 791, con una media di 292,96 per chilometro quadrato. La composizione razziale contava il 92,44% di bianchi, lo 0,64% di afroamericani, lo 0,05% di nativi americani, l'1,39% di asiatici e il 4,45% di altre razze. Gli ispanici e i latini erano il 10,62% della popolazione residente.